# Bältesspänne

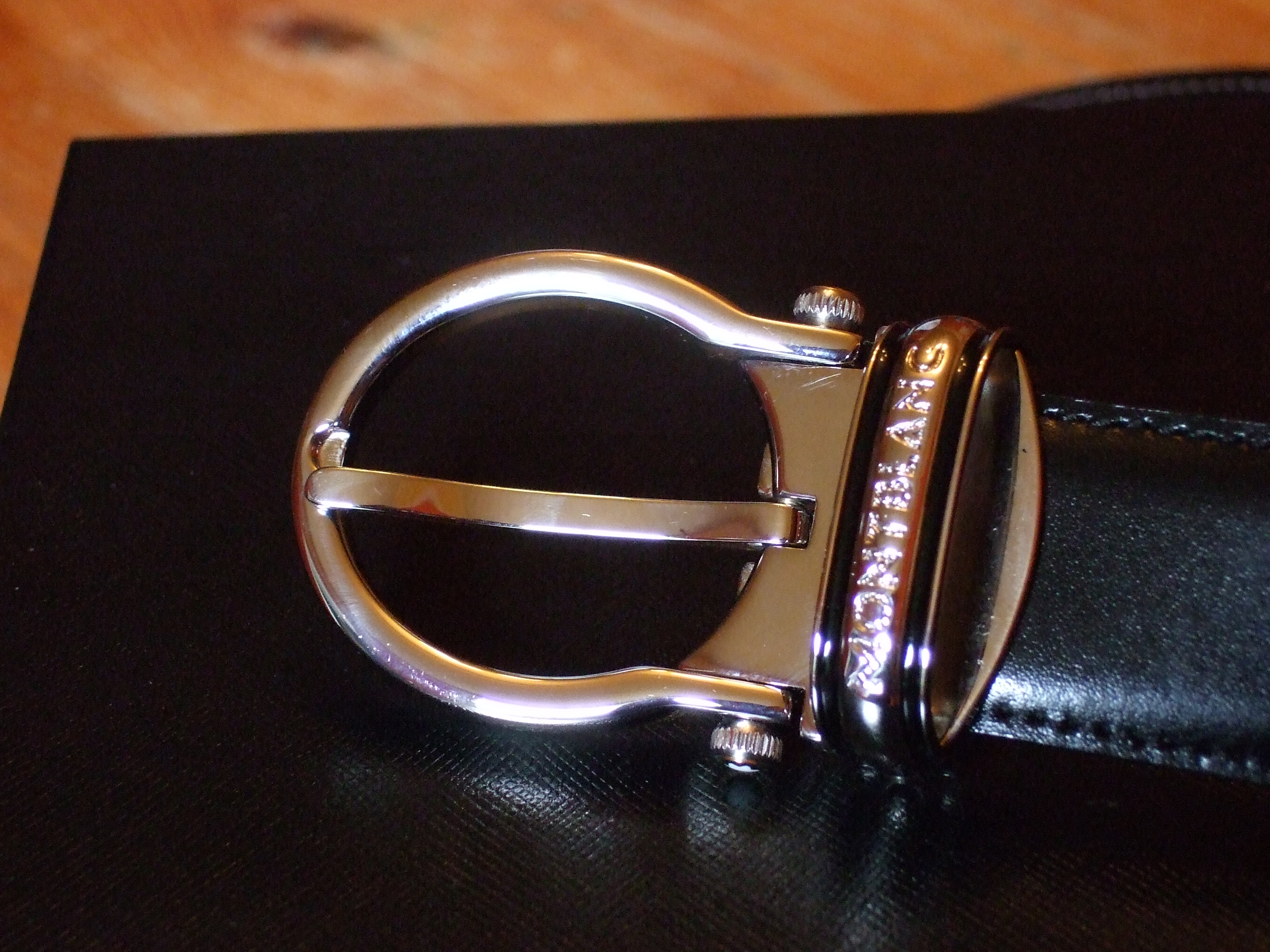
En traditionell typ av bältesspänne i modernt utförande.

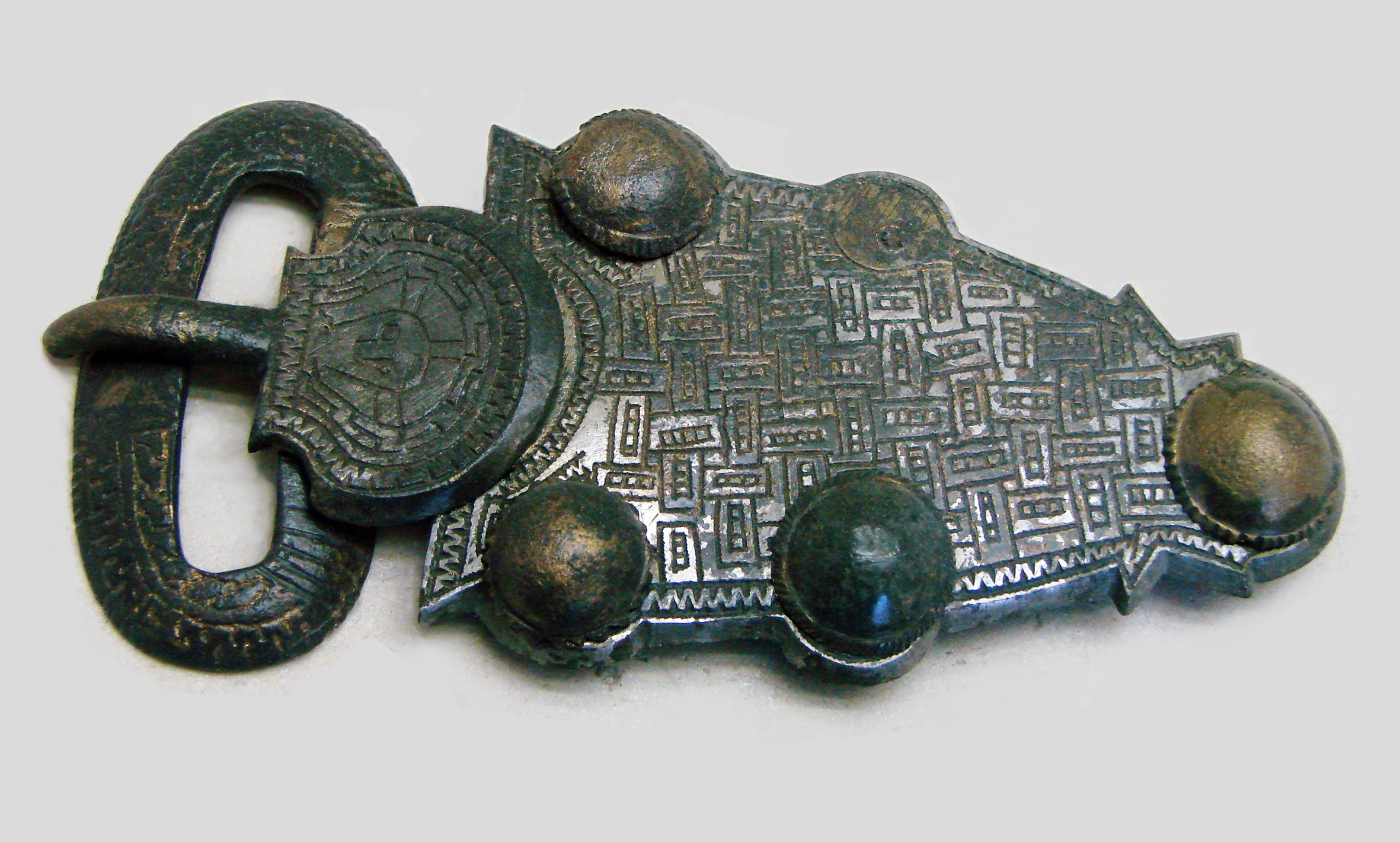
Samma typ av spänne från merovingiertiden (600-talet). Bygeln är försedd med en ornamenterad platta som nitats till bältets fasta ända.

Ett bältesspänne är det spänne som håller ihop ett bälte runt bärarens midja. Det tillverkas vanligen av metall, men även andra hårda material som ben och plast förekommer. Det finns flera grundmodeller av bältesspännen.
Den äldsta modellen (bilden) är i sitt enklaste utförande en ring eller en bygel med en torne (pigg). Bältets ena ända sitter fast i ringen, den andra ändan slås runt kroppen och träs genom ringen varpå tornen sticks in i ett av bältets hål. Denna typ av spänne används även i andra sammanhang, t.ex. i hästutrustning.
En annan modell består av en vanligen gjuten oval eller rektangulär metallplatta som på baksidan har dels en bygel där bältets ena ända sitter fast, dels en pigg som fästs i hål i bältets andra ända. Metallplattan är ofta dekorerad i relief.
En tredje modell av bältesspänne, som är vanlig i bland annat uniformsbälten av textil, har en vanligen rektangulär platta i valsad plåt på vars baksida en tvärställd, tunn metallcylinder löper i ett spår mellan två lägen. I det ena läget låser cylindern en tandad kant som pressar samman de två lagren av bälte. Denna modell används i sitt grundutförande sällan på bälten av läder då den skadar lädrets yta. Varianter av denna modell saknar tandad kant och kan därför användas även på bälten av läder eller plast. Denna variant är vanlig i herrbälten.
Ytterligare en modell av bältesspänne som främst används i modebetonade bälten bygger på hake-och-hyska-principen.

## Galleri

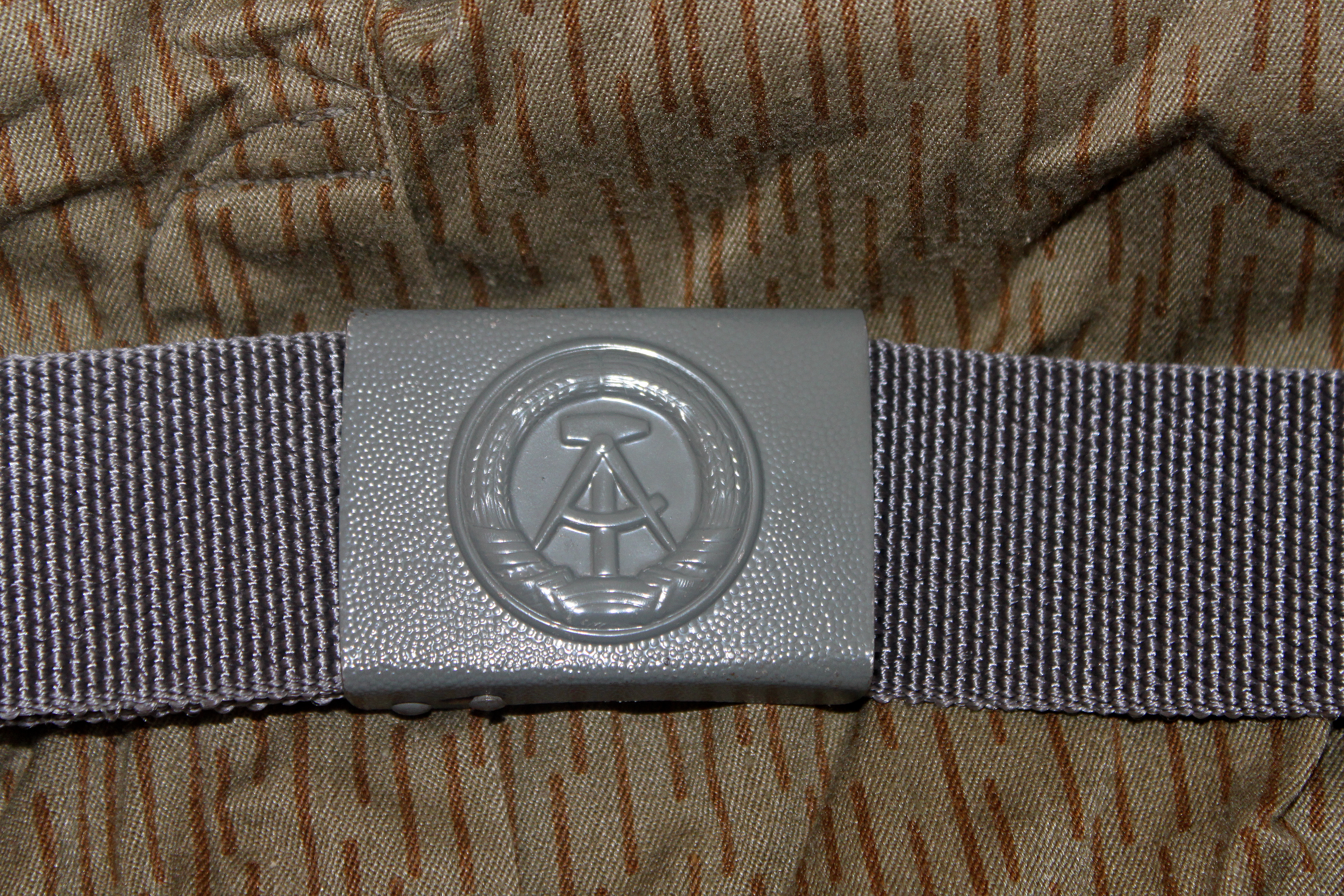
Östtyskt bältesspänne. Cylinderns kant kan ses på spännets nedre och övre sida till vänster.
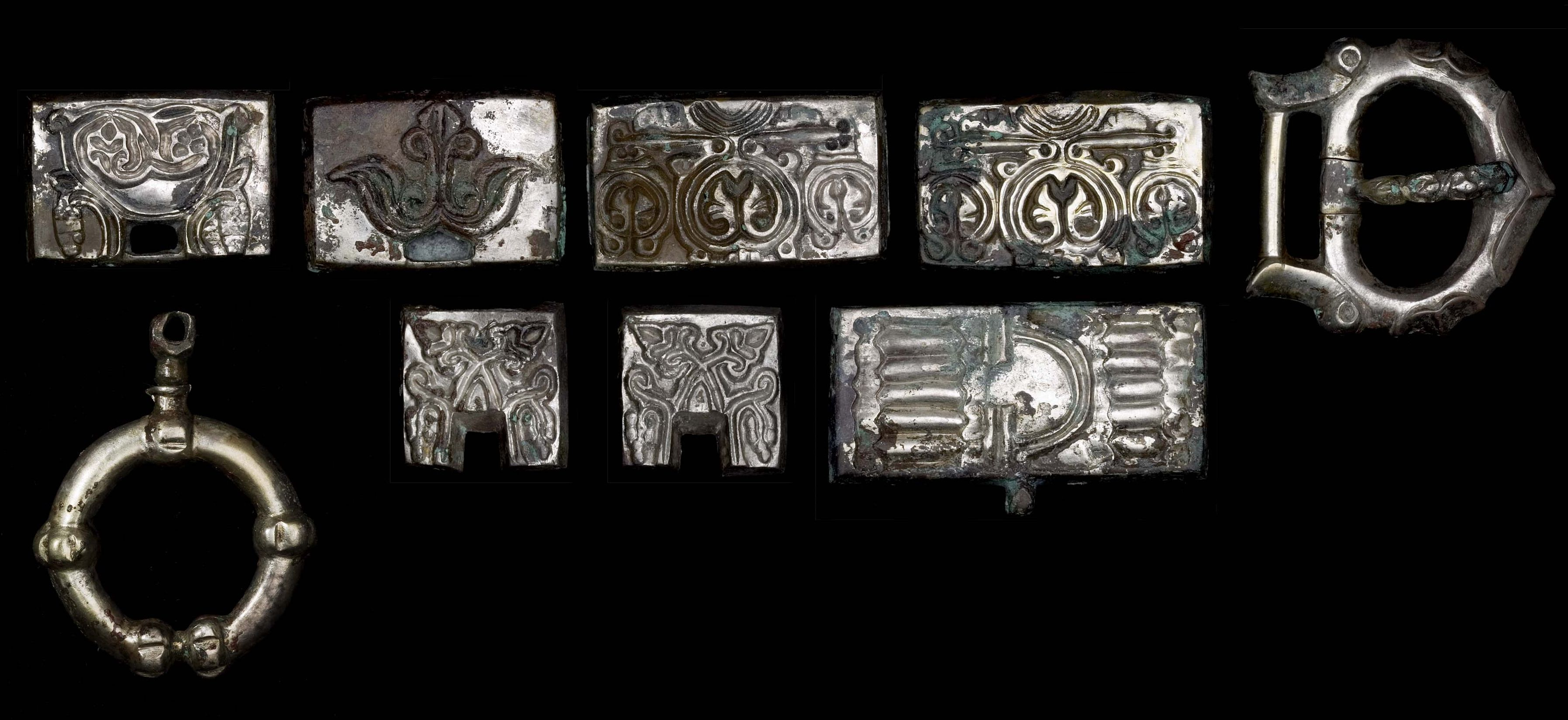
Medeltida islamiskt bältesbeslag.
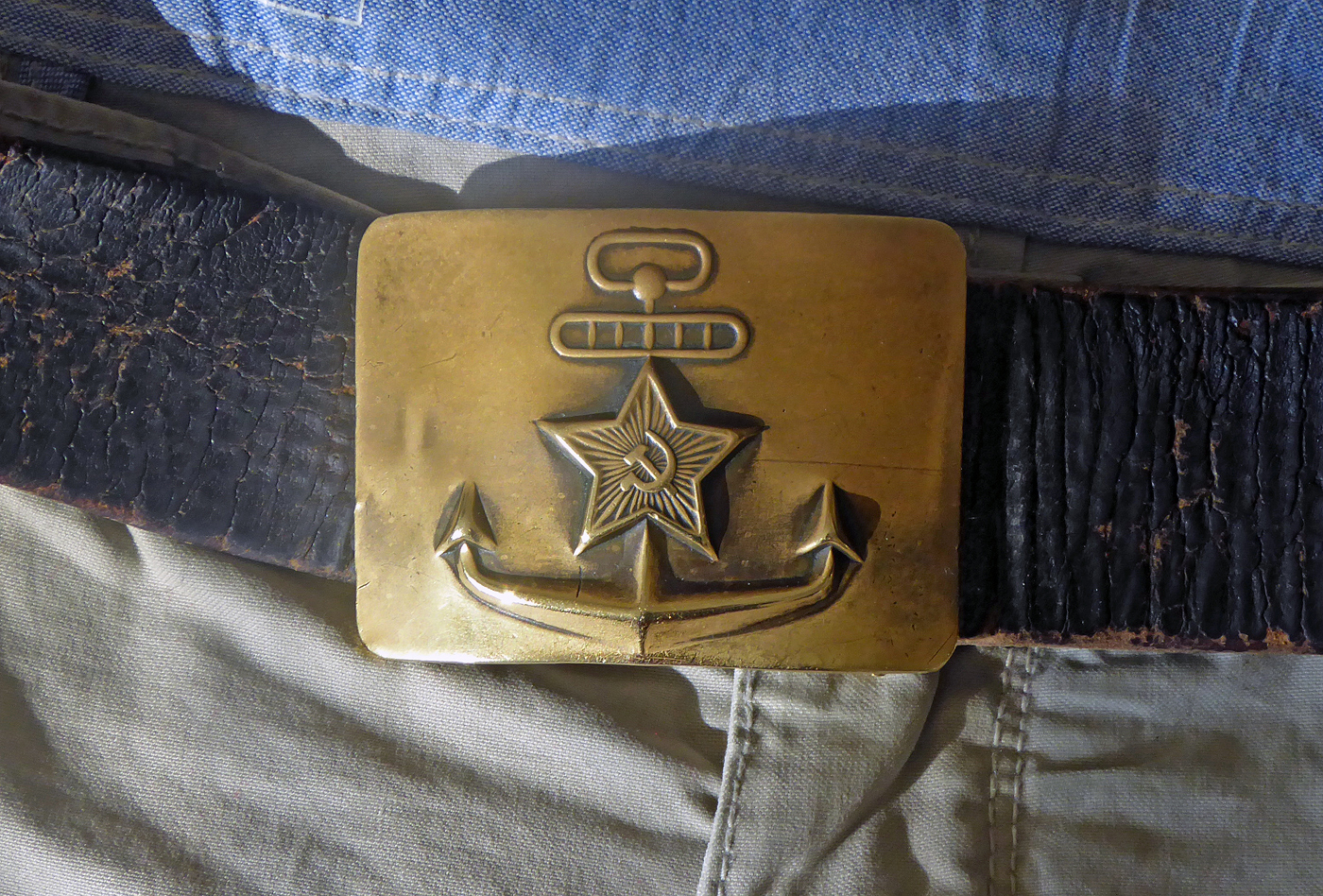
Ett bältesspänne från Ryska marinen.
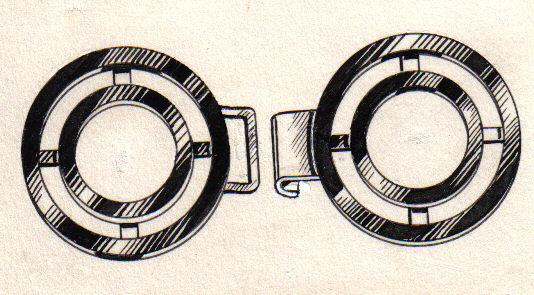
Bältesspänne baserat på hake-och-hyska-principen.